# Henry Tse
Henry Edward Tse (1990/91) es un activista por los derechos de las personas transgénero que reside en Hong Kong. Es el fundador de Transgender Equality Hong Kong. En febrero de 2023, Tse ganó una apelación judicial para eliminar la cirugía de afirmación de género completa como requisito para cambiar de género en las tarjetas de identificación.

## Educación y primeros años
Tse nació en Hong Kong y fue asignado como mujer al nacer. Experimentó disforia de género desde su más temprana infancia, que empeoró cuando asistió a una escuela secundaria religiosa para niñas. Se mudó al Reino Unido para asistir a la Universidad de Warwick, y comenzó su transición de género en 2012, sometiéndose a un tratamiento hormonal y una cirugía superior.

## Carrera y activismo
En el Reino Unido, Tse cambió su género a masculino en su pasaporte británico, obtuvo un Certificado de Reconocimiento de Género y vivió y trabajó como hombre sin dificultades. Después de regresar a Hong Kong, en 2017 solicitó actualizar el marcador de género en su tarjeta de identificación, pero fue rechazado porque no se había sometido a una cirugía genital. La ley de la ciudad exigía una cirugía de reasignación de sexo completa para cambiar el marcador de género en la tarjeta de identificación.
Tse y otros dos hombres trans solicitaron revisión judicial, argumentando que los requisitos de la cirugía violaban los derechos constitucionales y de privacidad. Su caso fue visto en 2018, pero desestimado al año siguiente. Tse y otros activistas continuaron apelando y finalmente comparecieron ante el Tribunal de Apelación Final de Hong Kong en enero de 2023.
En febrero de 2023, el Tribunal de Apelación Final falló a favor de los activistas y afirmó que los requisitos quirúrgicos del gobierno eran inconstitucionales e inaceptablemente gravosos. A fecha de mayo de 2023, el fallo aún no se había implementado.

## Premios y reconocimientos
En mayo de 2023, la revista Time nombró a Tse como "líder de la próxima generación".